# 片山津駅
片山津駅（かたやまづえき）は、石川県加賀市片山津温泉に存在した北陸鉄道片山津線（加南線）の駅である。1965年（昭和40年）、同線の廃線に伴い廃駅となった。

## 概要
片山津温泉の最寄駅で、加賀温泉郷の主要4温泉の中では馬車鉄道の開業が最も遅く、電車への転換も最後となった。なお馬車鉄道の時代から温泉電軌によって運営が行われていた。

## 歴史
- 1914年（大正3年）4月29日：馬車鉄道の駅として開業。
- 1922年（大正11年）11月23日：電車に転換。
- 1943年（昭和18年）10月13日：合併により北陸鉄道の駅となる。
- 1949年（昭和24年）11月20日：新駅舎完成。
- 1957年（昭和32年）7月7日：駅窓口で国鉄急行券の販売を開始。
- 1965年（昭和40年）9月24日：片山津線廃止により廃駅。

## 駅構造
電化開業当初は島式ホーム1面2線であったが、後年に本線の駅舎に面した位置にもホームが造られてここで客扱いを行うようになっていた。また当初から存在したホームの上屋は側線の線路を覆う大きさであった。

## 駅周辺

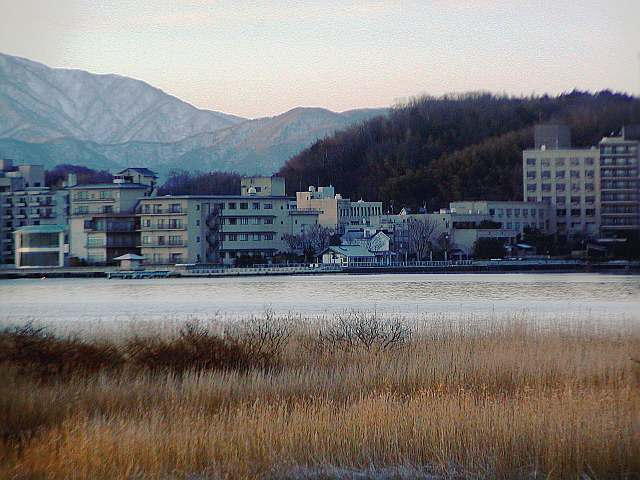
柴山潟から片山津の温泉街を眺める

駅廃止後の近隣施設や主要道路は下記のとおり。片山津野球場や加賀市立片山津中学校は北西側にあるが、ともに当駅跡からやや離れた所にある。
- 片山津温泉
  - 片山津温泉総湯
  - 片山津温泉観光協会
  - 片山津温泉芸妓検番
  - 北鉄加賀バス「片山津温泉」停留所 - 温泉片山津線
  - 北鉄加賀バス「片山津温泉総湯前」停留所 - 温泉片山津線
  - キャンバス「片山津温泉総湯前」停留所 - 小松空港線・海まわり線
- 柴山潟 - 加賀三湖に属する潟湖の一つ。
- 中谷宇吉郎雪の科学館
- 加賀市立片山津小学校
- キッズランドいなみえん - こども園
- 片山津神社
- 石川県道39号山中伊切線
- 石川県道148号小塩潮津線

## 廃止後
駅の跡地には廃止翌年の1966年（昭和41年）2月19日に片山津バスターミナルが設置され、鉄道駅時代と同様に国鉄との連絡乗車券も取り扱っていたが、次第に業務内容が縮小され、末期には無人化されていた。代替バス路線も年を追うごとに減便されて2008年（平成20年）5月1日に廃止され、ターミナルも撤去されて駐車場に転用されているが、2010年（平成22年）11月14日から加賀温泉駅とを結ぶ路線バスの運行が再開されている。

## 隣の駅
北陸鉄道
片山津線
片山津本町駅 - 片山津駅